# Johann Matthias Hagelstein
Johann Matthias Hagelstein, född 1706, död 1758, han var en orgelbyggare i Lüneburg. han byggde mellan 1735 och 1740 sin enda orgel till St. Georg-Kirche i Gartow. han var elev till orgelbyggaren Matthias Dropa, som var elev till den berömda orgelbyggaren Arp Schnitger.
Färdigställandet av orgeln i Gartow kostade betydligt mer än han hade uppskattat. Eftersom han inte ville betala extrakostnaderna gick orgelbyggaren Hagelstein i konkurs.

## Orgelverk
| År        | Ursprunglig kyrka        | Stift | Bild | Manualer | Pedal | Stämmor | Bevarad orgel/fasad | Övrigt |
| --------- | ------------------------ | ----- | ---- | -------- | ----- | ------- | ------------------- | ------ |
| 1735-1740 | St. Georg-Kirche, Gartow |       |      |          |       |         |                     |        |